# Ендрю Юр
Е́ндрю Юр (англ. Andrew Ure; 18 травня 1778, Глазго (Шотландія) — 2 січня 1857, Лондон) — британський економіст.
З 1804 року по 1830 рік був професором хімії та натурфілософії в коледжі Андерсона (Anderson's College). Автор дослідження «Словник хімії» (Dictionary of Chemistry, 1821), перекладений ще за його життя німецькою та французькою мовами. В 1834 році об'їхав найбільші фабричні виробництва Британії, щоб набутий досвід використовувати в теоретичних розробках. Прихильник роздільної праці. В історії економічних вченнь Ендрю Юр ввійшов як дослідник, що зробив терміни-словосполучення «філософія фабрики» та «філософія виробництва» основними елементами свого економічного вчення. Автор роботи «Словник мистецтва, мануфактур та шахт» (Dictionary of Arts, Manufactures, and Mines, 1853). Методологія Ендрю Юра була близька алгоритму інтелектуальних знахідок математика і конструктора Чарльза Беббіджа. Неодноразово згаданий в текстах Карла Маркса.

## Праці
- Філософія фабрики (1835)
- Бавовняна промисловість у Великій Британії… (1836) в двох томах